# Enriquebeltrania crenatifolia
Enriquebeltrania crenatifolia là một loài thực vật có hoa trong họ Đại kích. Loài này được (Miranda) Rzed. mô tả khoa học đầu tiên năm 1979 publ. 1980.